# Њу Јунион (Алабама)
Њу Јунион (енгл. New Union) насељено је место без административног статуса у америчкој савезној држави Алабама.

## Демографија
По попису из 2010. године број становника је 955.
| Група             | 2000.    | 2010.       |
| Белци             | 0 (0,0%) | 903 (94,6%) |
| Афроамериканци    | 0 (0,0%) | 2 (0,2%)    |
| Азијати           | 0 (0,0%) | 0 (0,0%)    |
| Хиспаноамериканци | 0 (0,0%) | 40 (4,2%)   |
| Укупно            | 0        | 955         |